# Kedichem

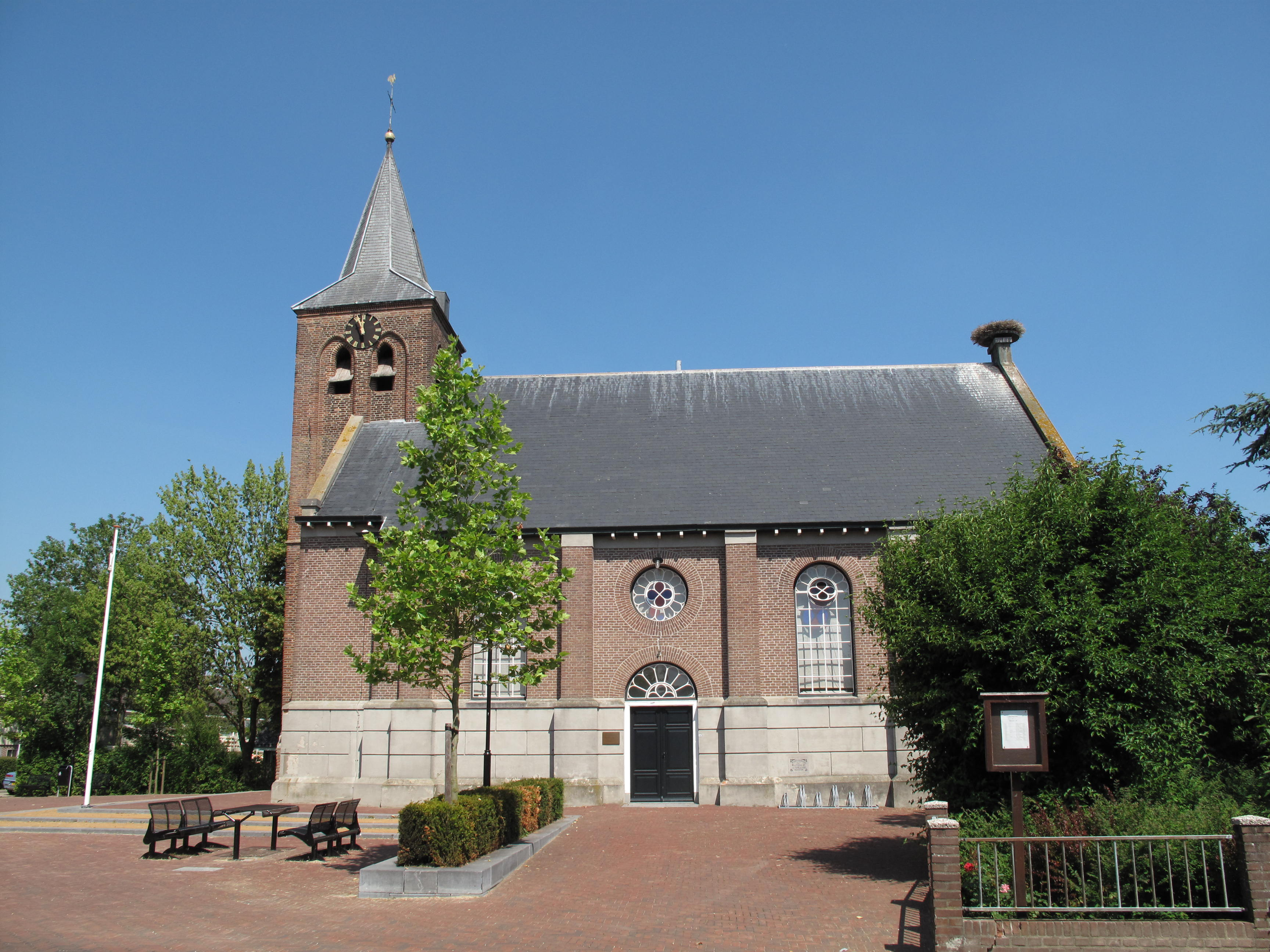
Kedichem, Iglesia

Escudo de armas.

Kedichem es una aldea en la provincia holandesa de Utrecht. Está ubicada a unos 7 kilómetros de la ciudad de Gorinchem, en el municipio de Vijfheerenlanden. 
Kedichem fue un municipio independiente hasta 1986, cuando se fusionó con Leerdam. En el mismo año, Kedichem se hizo conocido nacionalmente en los Países Bajos cuando activistas de extrema izquierda quemaron un hotel de allí para evitar una reunión del Partido del Centro nacional, causando varias lesiones.